# Osvoboditev Kanalskih otokov
Kanalske otoke Združenega kraljestva so med drugo svetovno vojno zasedle sile nemške vojske od 30. junija 1940 do maja 1945. Po splošni nemški predaji so jih osvobodile britanske sile.   
Britanska vlada je leta 1940 objavila, da otokov ni mogoče zaščiti pred okupacijo, nekaterim civilistom pa je bila ponujena možnost evakuacije v Anglijo, preden so prispele nemške sile. 
Otoške voditelje in nekatere javne uslužbence so prosili, naj ostanejo na svojih mestih in skrbijo za civiliste, ki so bili v oskrbi. Več kot 41.101 civilistov je ostalo na Jerseyju, 24.429 na Guernseyju in 470 na Sarku. Alderney je imel le 18 prebivalcev.   
Poleg nekaj zavezniških napadov je britanska vlada izdelala in izdala načrte za osvoboditev otokov do junija 1944, ko so se zgodili dodatni napadi na nemške ladje in radarske enote. Da bi se izognili lakoti civilistov, je britanska vlada pozimi 1944–1945 dovolila pošiljanje opreme Rdečega križa na okupirane otoke. Otoki so morali na njihovo osvoboditev počakati vse do konca vojne v Evropi, 8. maja 1945. Takrat so otoke osvobodili Britanci. 